# Anodus orinocensis
Anodus orinocensis är en fiskart som först beskrevs av Steindachner, 1887.  Anodus orinocensis ingår i släktet Anodus och familjen Hemiodontidae. Inga underarter finns listade i Catalogue of Life.